# هملند (جورجیا)
هملند، جورجیا (به انگلیسی: Homeland, Georgia) یک شهر در ایالات متحده آمریکا با جمعیت ۷۶۵ نفر است که در جورجیا واقع شده‌است.

## موقعیت جغرافیایی
موقعیت جغرافیایی شهرها و مناطق اطراف به شرح زیر است: